# Jan Jacobus Loke
Jan Jacobus Loke (Vlissingen, 20 juli 1770 - Den Haag, 6 augustus 1841) was een Nederlands jurist. Hij was van 1838 tot 1841 raadsheer in de Hoge Raad der Nederlanden.
Loke werd geboren in Vlissingen, waar zijn vader mr. Johannes Jacobus Loke pensionaris van de stad was, later ook dijkgraaf en commissaris van de Nationale Rekenkamer. Zijn moeder was Clara Jacoba Macquet. Loke studeerde rechten aan de Universiteit Leiden van 1789 tot 1792, waar hij op 26 juli 1792 promoveerde op De castellanis Zeelandiae. Na zijn promotie keerde hij terug naar Zeeland en werd hij advocaat te Middelburg.
In 1796 werd hij benoemd tot raadsheer in de Hoge Raad van Holland, Zeeland en West-Friesland, en na de omzetting daarvan tot het Departementaal Gerechtshof van Zeeland op 1 januari 1803 bleef hij daar raadsheer tot de opheffing in 1811. In 1833 werd Loke benoemd tot raadsheer in het Hoog Gerechtshof te Den Haag. Bij de oprichting van de Hoge Raad der Nederlanden werd Loke daar raadsheer, wat hij bleef tot zijn overlijden op 70-jarige leeftijd in 1841.